# فضاپیما (ترانه)
فضاپیما نام اولین تک‌آهنگ چهارمین آلبوم گروه پست گرانج پادل آو ماد، ترانه‌هایی در کلید عشق و نفرت که در اواسط نوامبر ۲۰۰۹ منتشر شد.

## موزیک ویدئو
ویدئوی این ترانه به کارگردانی "پترو" ساخته شد. در این ویدئو اعضای گروه به وسیلهٔ سفینه‌ای به فضا سفر می‌کنند و در آنجا با موجودات عجیبی روبرو می‌شوند که شبیه به انسان‌ها هستند.